# Cabinet noir
Pour les articles homonymes, voir Cabinet.
Ne doit pas être confondu avec Cabinet fantôme.

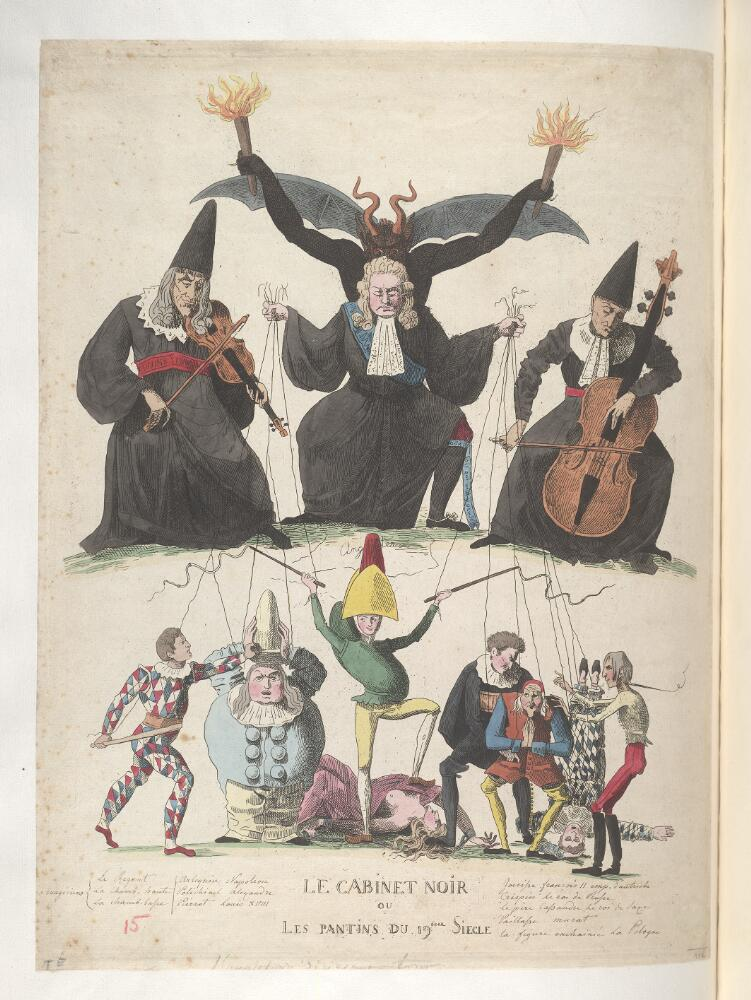
Caricature de 1815 dénonçant le Cabinet noir, Bodleian Libraries.

L'expression « cabinet noir » désignait un service de renseignement, chargé de l'inquisition postale et de cryptographie. De tels services œuvraient dans la plupart des pays européens, dès l'établissement des services postaux.

## Définition
Le cabinet noir interceptait pour le compte des gouvernants de nombreuses correspondances, afin de repérer et censurer les opposants politiques, et s'informer des courriers diplomatiques ou militaires. Cette pratique, en vigueur dès l'ouverture de la poste au public, a été l'une des motivations de l'institution du monopole postal, présenté publiquement comme un moyen de protéger les usagers.

En 1841, l'ancien précepteur de Louis-Napoléon Bonaparte porte sur le cabinet noir le jugement moral suivant:

« Le nom de cet établissement, qui à lui seul est une flétrissure pour les gouvernements qui en ont fait usage, désigne le bureau secret entretenu dans des temps de funeste mémoire à l'intendance générale des postes, et dont l'infâme spécialité consistait à amollir les cachets et à violer le secret des correspondances privées. Les serviteurs de la monarchie se firent longtemps un jeu de ce crime, qu'ils exploitèrent largement pour perdre de bons citoyens, complaire au roi et à ses maîtresses et grossir le nombre des victimes de la Bastille. Cette inquisition de la police ne tomba qu'avec la royauté, et l'on eût dû croire qu'elle n'avait pas survécu aux honteux abus dont la révolution nous a débarrassés. Malheureusement, il n'est que trop prouvé qu'il faut compter le cabinet noir au nombre des attentats commis par l'empire et la restauration contre la liberté des citoyens. Nous nous plaisons à croire que cette scandaleuse institution sera laissée désormais aux monarchies absolues. »

— Philippe Le Bas, Dictionnaire encyclopédique de la France
Les dénonciations répétées de ces pratiques ont eu un grand retentissement public au cours du XIXe siècle, à mesure qu'elles étaient dévoilées après la chute des gouvernements impliqués. L'expression « cabinet noir » est alors devenue très courante.
Elle peut prendre un sens plus large, en particulier pour désigner des services plus ou moins secrets chargés de déchiffrer les messages codés. En effet, les courriers diplomatiques étaient généralement codés et l'art du décryptage était aussi indispensable que celui du décachetage. Ainsi, entre 1736 et 1750, « plusieurs milliers de lettres et de dépêches ministérielles ont été manipulées, c'est-à-dire, décachetées, lues, copiées, déchiffrées, et ensuite adroitement recachetées et expédiées pour leur destination » par un cabinet secret de l'Électorat de Saxe.
Elle peut également désigner des cellules politiques occultes, sans qu'elles soient nécessairement chargées d'espionner le courrier. Elle a par exemple été appliquée au comité royaliste responsable de l'insurrection du 2 au 4 septembre 1856 dans le Canton suisse de Neuchâtel.
Elle figure parfois en français dans des textes en langue étrangère,, y compris pour qualifier des institutions officielles comme le Government Code and Cypher School (GC&CS).

## Histoire
En France, ce service prit de l'importance sous Richelieu, et fut nommé officiellement Cabinet du secret des Postes (Louis XV). Il demeura actif sous la Révolution, le Premier Empire, la Restauration, la monarchie de Juillet et le Second Empire.

### Les origines de la poste royale et du non-respect du secret des correspondances
Si des officines équivalentes au cabinet noir ont sévi pendant des siècles dans la plupart des États européens, le présent article se limite principalement aux faits à propos desquels l'expression française a été employée explicitement par certains auteurs.
En France, le véritable fondateur des postes semble avoir été Louis XI. Dans l'Édit sur les Postes du 19 juin 1464, il est précisé que les postes sont créées uniquement pour le service du Roi et de son gouvernement (article 1), mais le pape et les princes étrangers des nations amies peuvent en bénéficier moyennant finances, et en s'engageant à en respecter les règles (art. 10). Il instaure en particulier un contrôle aux frontières empêchant la libre circulation du courrier international (art. 11), et précise que les agents du service postal doivent prendre connaissance de toutes les correspondances, en s'assurant qu'elles ne contiennent rien qui soit contraire au service du roi (art. 13-17). La censure ne s'embarrassait donc pas encore de la contrainte d'agir secrètement, même si Maxime Du Camp y voit déjà l'origine du cabinet noir.

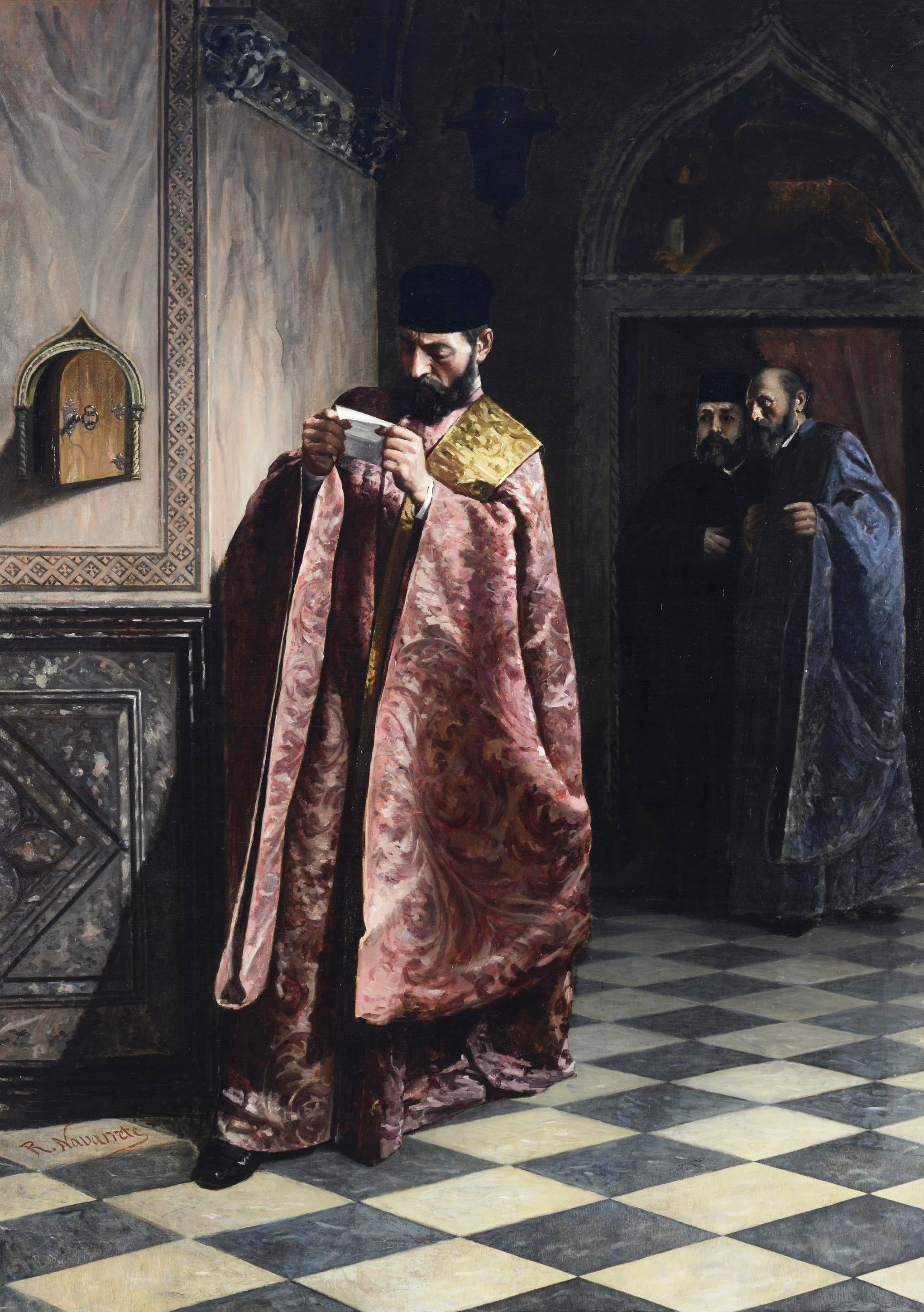
La delación secreta en la República de Venecia. Ce tableau de Ricardo María Navarrete y Fos (musée d'Almeria) représente probablement le doge Francesco Foscari lisant une lettre de dénonciation. À Venise vers 1450, personne n'était à l'abri de la violation du secret des correspondances, pas même le fils du doge qui en fit la cruelle expérience.

En 1454, les statuts de l'inquisition de la république de Venise comportait des directives organisant le contrôle systématique des correspondances, en particulier l'article 22: « Tous les deux mois le tribunal se fera apporter la boîte du courrier de Rome, et les lettres en seront ouvertes pour prendre connaissance des correspondances que les papalistes pourraient avoir avec cette cour ». Selon Pierre Daru, « Les moindres nouvelles insérées dans une correspondance pouvaient être un grave délit. D'abord on le punissait de la peine du bannissement, ensuite on imagina de faire couper la main qui avait tracé la lettre ». Le fils du doge Francesco Foscari fut lui-même condamné à l'exil à cause d'une lettre interceptée. À la même époque, Maximilien Ier du Saint-Empire a fait également usage de cette « inquisition épistolaire » pour surveiller les princes germaniques. Au siècle suivant, Charles Quint s'en est servi contre Philippe Ier de Hesse pour le faire incarcérer, puis contre la ligue de Smalkalde. Selon Alfred Michiels, les « jésuites et les Espagnols » était alors devenus experts en « l'art de surprendre, d'ouvrir et de recacheter les lettres », et ils l'employaient sans restriction.
Il faut attendre l'édit de 1576 pour que la poste du roi de France soit mise officiellement à la disposition des particuliers, mais cet accès semble avoir été limité en pratique « au port des sacs et papiers de justice seulement ». C'est Richelieu qui mit définitivement le service des postes à la disposition du public, et qui créa la « poste aux lettres ». S'il est difficile d'établir avec certitude qui organisa le premier cabinet secret attaché à cette poste, Tallemant des Réaux relate dans ces Historiettes que Richelieu rémunérait grassement un certain Antoine Rossignol « qui n'était pas malhabile à déchiffrer ». Il permit notamment d'écourter de huit jours le siège d'Hesdin en juin 1639, « à cause d'une lettre en chiffre qu'on intercepta, par laquelle ceux du dedans demandaient secours. Rossignol la déchiffra et fit réponse en même chiffre, au nom du cardinal infant, qu'on ne les pouvaient secourir, et qu'ils traitassent ».
Dix ans plus tard, le viol du secret des correspondances semble avoir été couramment perpétré par le parti de la Fronde, comme en témoigne par exemple une lettre adressée par Colbert à Mazarin en août 1651. Dans son introduction aux Lettres, instructions et mémoires de Colbert (p. LXXXV), Pierre Clément rapporte que Colbert fut lui-même victime de telles pratiques, alors qu'il envoyait à Mazarin un mémoire destiné à nuire à la réputation du surintendant Fouquet (voir l'article consacré à Colbert): ce mémoire « arrêté par le surintendant Nouveau, créature et pensionnaire de Fouquet, était envoyé en copie à celui-ci par le courrier même qui portait l'original».

### Établissement du «cabinet du secret des postes»
Le cabinet noir s'est manifesté depuis l’ouverture des postes royales aux particuliers et l’institution du monopole[réf. souhaitée]. Le véritable mobile de cette ouverture au public semble même avoir été, à l'origine, de placer la circulation des correspondances sous le contrôle royal, car elle a permis de mettre fin aux diverses postes particulières des grands seigneurs, des prélats et des universités.
Les agents des postes royales pouvaient ainsi lire ces lettres et en transmettre alors au gouvernement les extraits les plus compromettants. Ceux-ci étaient alors examinés par le monarque en son « cabinet noir »[réf. souhaitée], ce qui fut à l’origine de nombreuses disgrâces et condamnations.
Le Grand Dictionnaire universel du XIXe siècle nous apprend que « c'est sous Louis XIV que fut créé le cabinet noir, par un ministre complaisant, qui ne se fit aucun scrupule de violer le secret des lettres pour instruire son maître des motifs qui faisaient correspondre entre elles certaines personnes. Dans ce but, il n'avait trouvé rien de plus simple que de charger des employés spéciaux du soin de décacheter les lettres des particuliers, de prendre connaissance du contenu et de faire un extrait qu'on mettait sous les yeux du roi de France et de Navarre ». Le duc de Saint-Simon et Madame de Maintenon en ont laissé des témoignages. Le « ministre complaisant » est certainement Colbert qui, le 12 juillet 1682 par exemple, écrit à un intendant de police afin qu'il appréhende des individus suspects. L'identité de ces personnes, impliquées dans un réseau de communications préjudiciables au roi, figurait dans « des lettres qui ont esté interceptées ».

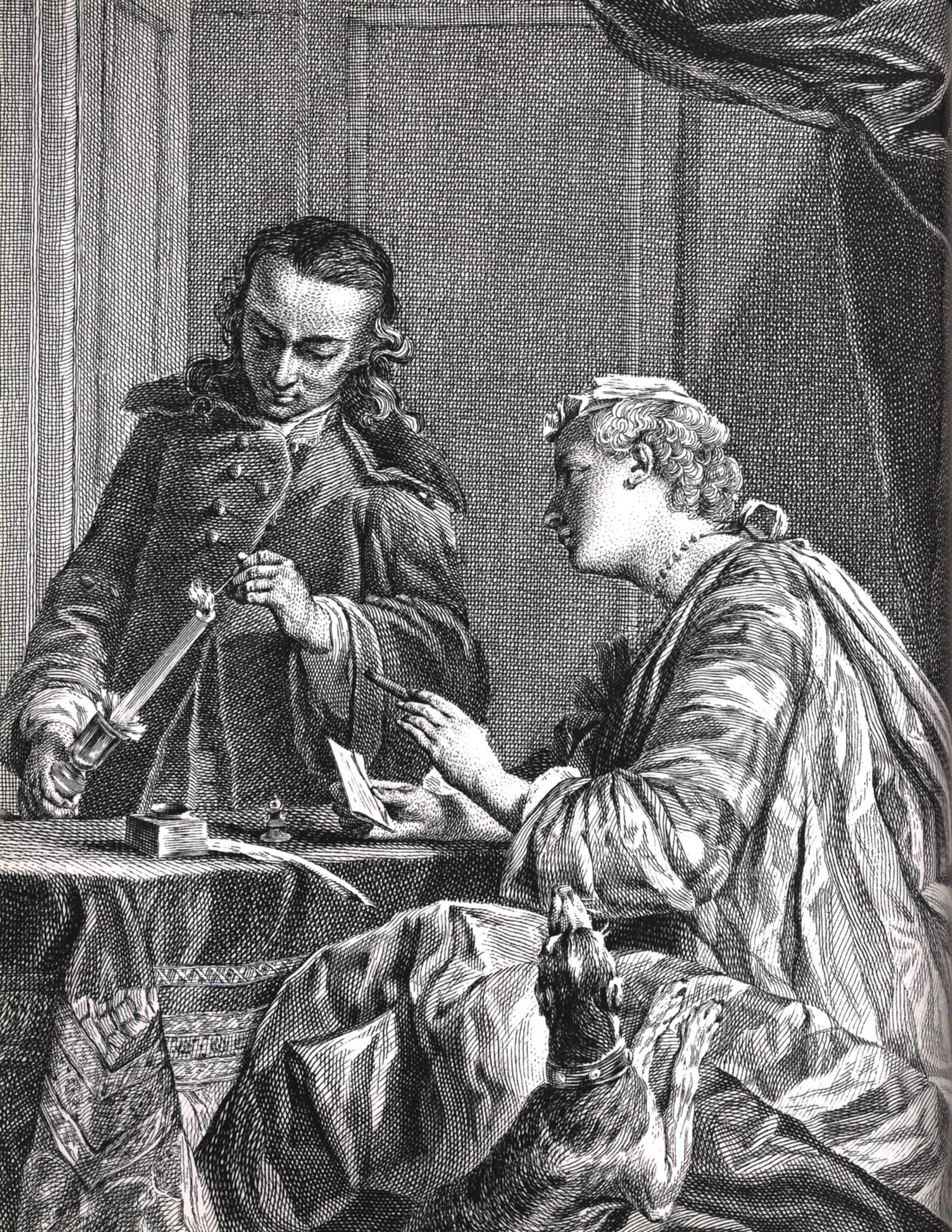
Une femme occupée à cacheter une lettre, gravure par Étienne Fessard (1714-1777) d'après Jean Siméon Chardin: une garantie de confidentialité bien insuffisante selon Madame de Sévigné.

Cette pratique jugée contraire à la légitimité monarchique, et fustigée, entre autres, par la marquise de Sévigné, était très impopulaire et soulevait l’hostilité de toutes les classes de la population[réf. souhaitée].
Selon Pierre Larousse, ce n'est que sous la Régence (1715-1723) qu'elle fut régulièrement établie par l'abbé Dubois. Ce conseiller du Régent l'utilisa pour déjouer la Conspiration de Cellamare. Le 16 juillet 1718, il écrit à l’abbé de Targny, supérieur hiérarchique de Jean Buvat : « Le prince de Cellamare a envoyé ici un mémoire que je n’ai qu’entrevu, mais dans lequel j’ai reconnu au premier coup d’œil l’écriture de votre écrivain de la Bibliothèque du roi [Buvat]. Il n’est point blâmable d’avoir fait cette écriture, mais il pourrait être important de savoir qui lui a procuré la pratique de l’ambassade d’Espagne, et ensuite d’observer si on pourrait faire quelque usage de lui pour avoir des copies de ce qu’il écrit pour cet ambassadeur, ou du moins pour être averti de tout ce qu’il écrit, et en savoir le sujet et ce qu’il pourra en retenir. Si honnête garçon que soit votre écrivain, comme il s’agit du service de l’État, il ne doit pas faire scrupule de donner toutes les lumières qu’il pourra. Il manquerait tout au contraire au devoir de fidèle sujet du roi, s’il ne contribuait pas en tout ce qu’il pourra à ce qui peut être de son service ». Buvat ne semble pas avoir été informé de ce courrier par Targny, mais il alla trouver Dubois pour dénoncer la conspiration à la fin de cette même année.
Le même article du Dictionnaire universel du XIXe siècle décrit précisément l'organisation du « cabinet du secret des postes » sous Louis XV. Il semble que ce comité ait été composé de 22 membres rémunérés secrètement sur des fonds détournés du ministère des affaires étrangères, mais ces détails n'ont été rendus publics qu'en 1829, et ils sont donc sujets à caution. Madame du Hausset, femme de chambre de Madame de Pompadour, rapporte qu'elle a entendu dire que le ministre Choiseul se plaisait à divertir ses amis avec les intrigues amoureuses révélées par des lettres décachetées, mais peut-être s'agissait-il de médisances sans fondement.
Depuis le XVIe siècle, le secret des postes au service de la dynastie des Habsbourg n'a cessé de se perfectionner sous la direction de la maison de Thurn und Taxis, grâce à un réseau de « loges épistolaires » réparties sur l'ensemble territoire germanique. Les princes allemands n'ont pas tardé à réagir en créant leurs propres loges, mais Alfred Michiels considère que la maison d'Autriche gardait « une supériorité incontestable » en la matière. Au XVIIIe siècle, la multiplicité de ces loges épistolaires est confirmée par Voltaire, qui écrit: « On a prétendu qu’en Allemagne vos lettres, en passant par cinq ou six dominations différentes, étaient lues cinq ou six fois, et qu’à la fin le cachet était si rompu qu’on était obligé d’en remettre un autre ». Le ministre Heinrich von Brühl a organisé à la cour de Saxe un cabinet noir particulièrement efficace, que Guillaume de Garden décrit en détail. Ce dernier auteur dénonce la généralisation du procédé dans toutes les cours d'Europe, où il était pratiqué avec plus ou moins d'habileté, et parfois des erreurs dans la manipulation des cachets qui en trahissaient l'usage routinier, comme à Londres. Pour souligner le niveau de maîtrise atteint par le cabinet secret de Brühl, Garden raconte l'anecdote suivante : ayant reçu une dépêche dont le cachet était visiblement contrefait, un ambassadeur de Saxe s'est plaint auprès du ministre de la cour où il était en mission. « Il est vrai, répliqua le ministre, vous avez à Dresde de meilleurs graveurs que nous n'en avons ici ». Catherine II avait aussi un redoutable cabinet noir, comme tous les autres tsars et le régime soviétique, même si ce dernier commença par honnir cette pratique.

### Premières tentatives pour instaurer le principe d'inviolabilité des correspondances pendant le règne de Louis XVI et au début de la Révolution française
Dans ses Questions sur l'encyclopédie publiées en 1775, Voltaire déclare ironiquement qu'en France « jamais le ministère qui a eu le département des postes n’a ouvert les lettres d’aucun particulier, excepté quand il a eu besoin de savoir ce qu’elles contenaient ». Mais l'état d'esprit était en train de changer avec l'avènement de Louis XVI. Le 17 août 1775, le conseil du roi produisit un arrêt condamnant fermement une interception de lettres privées, et annulant un verdict fondé sur cette correspondance, dont le contenu n'aurait jamais dû être porté à la connaissance du tribunal,. On doit probablement cet arrêt à l'influence du ministre Turgot, nommé surintendant des Postes la même année. Mais François Arago a écrit à son sujet:

« Non, assurément, les honnêtes gens n'étaient pas bien dans un temps ou Turgot, ministre, mandait à notre confrère [ Condorcet ]: « vous avez grand tort de m'écrire par la poste; vous nuirez ainsi à vous et à vos amis. ne m'écrivez donc rien, je vous prie, que par des occasions ou par mes courriers. »
Le cabinet noir décachetant les lettres adressées à un ministre! En faut-il davantage pour caractériser une époque? »

— François Arago, Caritat de Condorcet
De fait, le successeur de Turgot à la surintendance des postes, Claude-Jean Rigoley, semble avoir repris les méthodes du règne précédent. Le 3 décembre 1780, il écrit à Jean-Charles-Pierre Lenoir, lieutenant général de police de Paris: « Je joins ici deux copies de lettres de la Douay que j'ay arresté. Je vous prie de les lire, et de me mander si vous voulés que je l'es laisse aller. En ce cas, elles partiroient demain. Avez-vous remply votre projet, afin que de mon côté je fasse arrester ces lettres s'il y en a ».

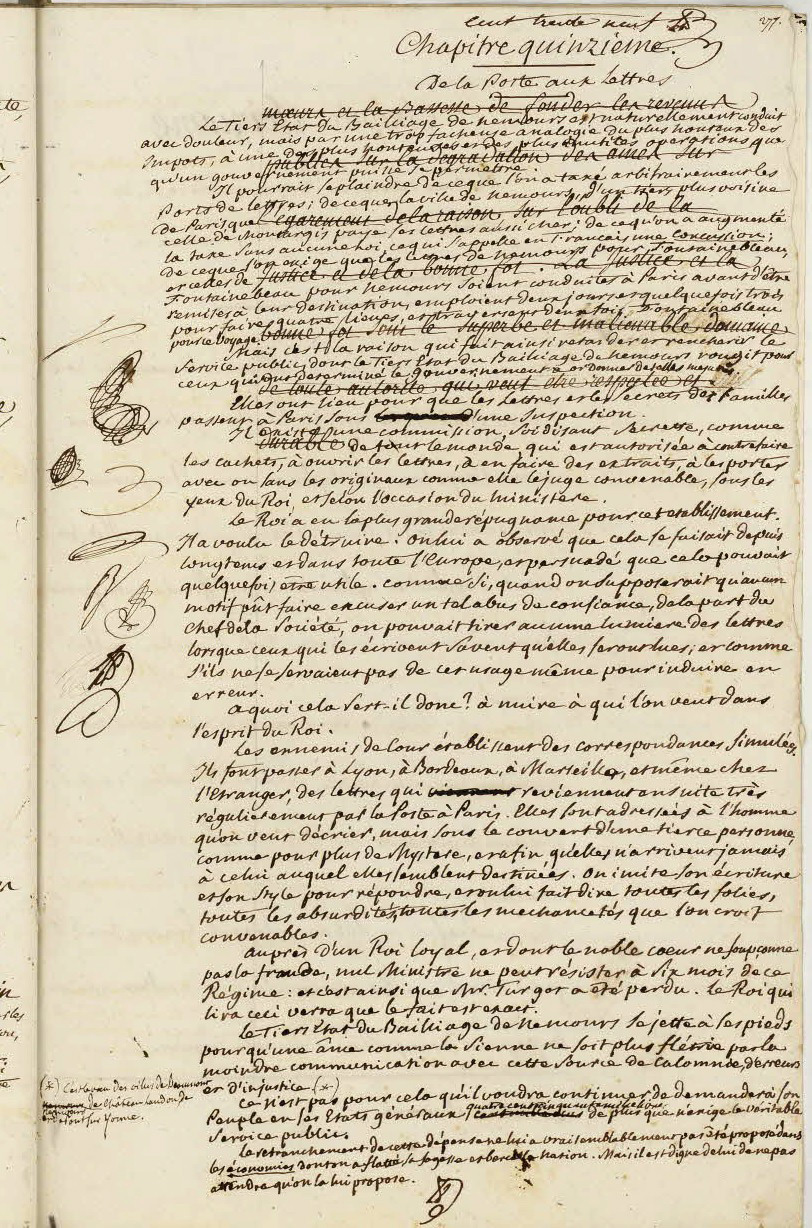
Cahier de doléances de l’ordre du Tiers-état du bailliage de Nemours pour les États–Généraux de 1789. Chapitre 15 «de la Poste aux Lettres»: remontrances dénonçant l’existence d’une « commission secrète connue de tous», siégeant à Paris et chargée d’intercepter et de surveiller la correspondance. Archives nationales de France.

En France en 1789, de nombreux cahiers de doléances des bailliages réclamèrent l'abolition du cabinet noir. Cette revendication était si universellement partagée que, dans son rapport de synthèse du 27 juillet 1789 devant les États généraux, le comte de Clermont-Tonnerre avait mis l'inquisition postale sur le même plan que les lettres de cachet, en ces termes: 

« La Nation française s'élève avec indignation contre les lettres de cachet, qui disposaient arbitrairement des personnes, et contre la violation du secret de la poste, l'une des plus absurdes et des plus infâmes inventions du despotisme. »

 Le 27 juin 1789, cette « invention » était toujours utilisée, comme le prouve une lettre envoyée par un abbé, et qui est parvenue à son destinataire avec un timbre apposé par les services postaux, alors qu'elle avait été incluse par l'abbé dans un courrier scellé et adressé à un autre correspondant. La question du secret des lettres a été longtemps débattue par l'Assemblée nationale constituante, et il fallut attendre le 5 décembre 1789 pour voir le respect de ce secret stipulé dans un arrêté, puis confirmé par décret le 10 août 1790, tandis que « la dépense du travail secret » (300 000 livres par an) était supprimée.

### Retour à la censure postale sous la Première République
Même si la Convention girondine a maintenu officiellement le principe d'inviolabilité des correspondances, le décachetage des lettres était pratiqué à nouveau dès 1792. Dans une lettre datée du 10 août 1792, « Madame Jullien » (l'épouse de Marc-Antoine Jullien) fait le récit des événements de cette journée: « La Commune, qui s'est fait apporter toutes les lettres reçues aujourd'hui, les a décachetées, et en a, dit-on, trouvé trente-deux d'un général dévoué à la cour et au roi, qui feront trente-deux chefs d'accusation contre lui, en prouvant le coup monté du 10 août, célèbre désormais dans l'histoire de notre révolution ». Peu après sa nomination au ministère de l’Intérieur en mars, Roland ordonnait l'ouverture systématique des lettres au passage des frontières, et un mémoire du directoire des postes daté du 8 janvier 1793 faisait état d'accusations d'ouverture de courrier à Paris et en province.
Le 9 mai 1793, la Convention vota un décret ordonnant l'ouverture systématique du courrier adressé aux Émigrés. Ces lettres étaient transmises au Comité de sûreté générale, qui les utilisaient pour faire arrêter les personnes soupçonnées d'« intelligences contre-révolutionnaires » . Mais le contrôle de la correspondance concernait également le courrier destiné à des personnes restées en France, et ces lettres leur parvenaient « estampillées: Administration de surveillance, ou révolution du 31 mai ». L'interception du courrier fut utilisée dans de nombreuses circonstances comme les noyades à Nantes, l'arrestation de Philippe Égalité, ou la guerre de Vendée.
Après l'épisode de la Terreur, la surveillance épistolaire semble avoir été limitée à nouveau au courrier international, avec un retour à un véritable cabinet noir dont les méthodes et l'organisation secrète ont été décrites en détail dans les registres des correspondances de l'administration postale. Le 25 octobre 1795, à la veille de la passation de pouvoir au Directoire, une des dernières dispositions adoptées par la Convention fut de rappeler dans un article du nouveau code pénal l'interdiction de violer le secret des lettres, à l'exception des celles « venant des pays étrangers ou destinées pour ces mêmes pays ».
Le Directoire poursuivit cette surveillance des lettres étrangères, au nom de « la patrie en danger », pour lutter contre les conspirateurs « ci-devants », alors alliés aux ennemis de la France. Le 17 janvier 1796 un arrêté ordonnait l'interception de toutes les lettres en provenance ou à destinations des territoires occupés par les Chouans.

### Le cabinet noir du Consulat et du Premier Empire
Le général Montholon, compagnon de captivité de Napoléon Ier, rapporte les propos suivants, qui auraient été tenus par l'Empereur lors d'un dîner à Sainte-Hélène :

« La violation du secret des lettres date, en France, du règne de Louis XIV ; mais c'est sous Louis XV que fut établi le cabinet noir de l'administration des postes. Je n'ai rien changé à son organisation, j'ai seulement mis à la tête un homme d'une extrême probité ; et je n'ai laissé aucun de mes ministres pénétrer ce mystère infernal. En résumé, c'est une mauvaise institution, qui fait plus de mal que de bien. Il arrive si souvent au souverain d'être de mauvaise humeur, fatigué, influencé par des causes étrangères à l'objet soumis à sa décision! et puis les Français sont si légers, si inconséquents dans leurs correspondances comme dans leurs paroles! J'employais le plus souvent le cabinet noir à connaître la correspondance intime de mes ministres, de mes chambellans, de mes grands officiers, de Berthier, de Duroc lui-même. Que de fois j'ai surpris le secret de leur dégoût des fatigues de la guerre, de leur mauvaise humeur, parce que je les éloignais des plaisirs de Paris pour leur service près de moi, ou pour l'intérêt de l'État! Tous étaient plus ou moins frondeurs, tous se fussent crus perdus s'ils avaient su que je connaissais la confidence de leur grognerie. Quelquefois, cependant, la violation du secret des lettres m'a été utile. » L'Empereur allait nous dire de curieux détails à ce sujet quand tout à coup… « Mais me voilà faisant de l'indiscrétion politique. Lisons Delphine. »

— Charles-Tristan de Montholon, Récits de la captivité de l'empereur Napoléon à Sainte-Hélène
Dès le Consulat, Bonaparte a laissé de nombreuses lettres où il ordonne de surveiller le courrier privé. Claude Ambroise Régnier, tout à la fois « grand juge », ministre de la justice, et ministre de la police, est ainsi sommé de faire espionner la correspondance du duc d'Avaray. Dans ses mémoires, Bourrienne révèle que « Monsieur Delaforest, directeur général des postes, travaillait quelquefois avec le premier consul; et l'on sait ce que cela veut dire, quand un directeur général des postes travaille avec le chef du gouvernement ». Par exemple, il rapporte que « dans une de ces séances laborieuses », Bonaparte lut une lettre où Kellermann exprimait sa « mauvaise humeur » à son encontre, avant de la recacheter pour la faire parvenir à son destinataire. Vers la même époque, Barbé-Marbois a « lu chaque matin, pendant trois ans, le portefeuille sortant du Cabinet noir ». Cependant, selon ce ministre, « sur 300 000 lettres environ qui partaient chaque soir de Paris pour la France et le monde, dix ou douze seulement étaient copiées et souvent par extraits de quelques lignes ».

À la fin du Consulat, Antoine Marie Chamans de Lavalette fut nommé directeur général des postes. Dans ses mémoires, il déclare avoir limogé les directeurs qui livraient des lettres à la police, et rompu toute communication avec le ministre Fouché. Même s'il désapprouvait la violation du secret de la correspondance, il n'en continua pas moins à en user pour servir l'Empereur,. Le Grand Maréchal Bertrand rapporte une conversation de l'Empereur, en mars 1817 , à Sainte-Hélène: 

« J'avais par le moyen de Lavalette une haute police secrète et importante. Douze personnes correspondaient avec moi et avaient, chacune douze mille francs par an. Elles pouvaient dire tout ce qu'elles voulaient, sur quelque sujet que ce fût, car jamais je ne disais rien. Je lisais ou ne lisais pas, brûlais ensuite, mais jamais ces personnes n'avaient de moi un signe de vie et ne savaient même si on les avait lues. »

Parmi les douze personnes, il cite Mme de Genlis, Joseph Fiévée et Montlosier. Lors de la même conversation il dira : « J'aurais dû étendre davantage ce système qui était très bon. C'était un fonds facilement réglé, dont je n'entendais jamais parler, qui ne me donnait aucun embarras. J'aurais dû demander à Sieyès un rapport et à d'autres également. »
Dans Histoire de ma Jeunesse, François Arago avoue avoir dû décacheter et étudier les lettres interceptées à bord d'un navire en provenance de Majorque, sur ordre de Dubois-Thainville. C'était en 1809, et Arago n'avait alors que 23 ans.

### Espionnage épistolaire au Congrès de Vienne, pendant les Cent-Jours et sous la Restauration
En Autriche, l'occupation française avait provisoirement interrompu l'activité des loges épistolaires, mais elle fut rétablie dès 1814. Le Congrès de Vienne fut une occasion particulièrement propice au cabinet noir dirigé par le baron Franz von Hager.
Pendant les Cent-Jours, le ministre de l'Intérieur Carnot rappela aux préfets que l'inviolabilité du secret des lettres était inscrite dans les lois, et qu'ils devaient veiller à la faire respecter.

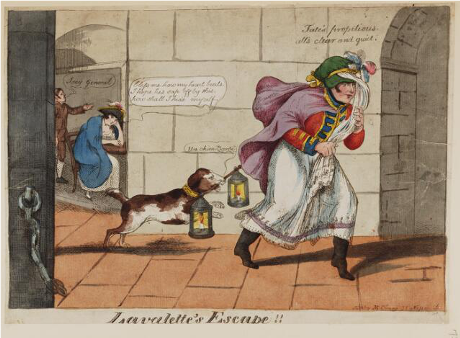
Caricature représentant Lavalette s'échappant de prison après avoir échangé ses vêtements avec ceux de sa femme (Bodleian Libraries). Ce directeur des postes, qui avait organisé le « cabinet noir » de Napoléon Ier, fut condamné à mort lors de la seconde Restauration de 1815. Il réussit à s'évader grâce à la complicité de trois Anglais qui furent eux-mêmes condamnés à cause d'une lettre interceptée par le nouveau « cabinet noir » de Louis XVIII.

Lavalette, le directeur des postes de Napoléon, aurait contribué activement au retour de l'Empereur au printemps 1815, et c'est probablement la principale cause de sa condamnation à mort lors de la seconde Restauration qui suivit les Cent-Jours,. Napoléon a cependant formellement nié cette contribution: « Lavalette ne savait rien de mon retour projeté de l'Île d'Elbe, ni de ce qui s'y passait ». Après une évasion rocambolesque, il put s'enfuir hors de France grâce à la complicité de trois Anglais. Une lettre où l'un d'entre eux racontait ces événements fut interceptée par la police française, ce qui leur valut d'être condamnés. Le cabinet noir semble en effet avoir été rapidement réorganisé par le nouveau régime, qui instruisit plusieurs procès d'épuration sur la base de lettres interceptées, comme ce fut le cas pour le duc de Rovigo. Dans une note sur la Correspondance inédite de Mme Campan avec la Reine Hortense, Jean Alexandre Buchon écrit qu'en 1816 « le cabinet noir existait alors dans toute sa rigueur; toutes les lettres étaient lues, copiées, commentées, et pouvaient donner matière à des accusations graves fondées sur les interprétations les plus frivoles ».
En 1815, le ministre de l'intérieur Vaublanc nomma Jules Anglès en tant que préfet de police à Paris, et il semble que le viol du secret des correspondances ait été alors considéré comme un procédé usuel dans les enquêtes policières. Des personnalités politiques de premier plan étaient ainsi espionnées, à commencer par Talleyrand et l'empereur Alexandre Ier de Russie, lors de son séjour à Paris pour conclure la Sainte-Alliance, ainsi que des anciens officiers des armées napoléoniennes comme les généraux Berton et Foy, ou le colonel Bourbaki. Mais cette pratique s'intensifia surtout à partir de 1822, sous l'impulsion du président du conseil Villèle, après les nominations de François Franchet d'Esperey à la direction générale de la Police, de Guy Delavau à la préfecture de police de Paris, puis celle de Vaulchier à la direction des postes le 4 août 1824, moins de deux mois avant la mort de Louis XVIII. Les quatre volumes du Livre noir de Messieurs Delavau et Franchet fourmillent d'exemples d'espionnage épistolaire. Ce « cabinet noir de la préfecture de police » surveilla tout spécialement l'ambassade d'Angleterre. Le cabinet noir britannique ne semblait d'ailleurs pas moins actif pour espionner l'ambassade de France, ainsi qu'en a témoigné Élie Decazes, ambassadeur de Louis XVIII à Londres de 1820 à 1821.

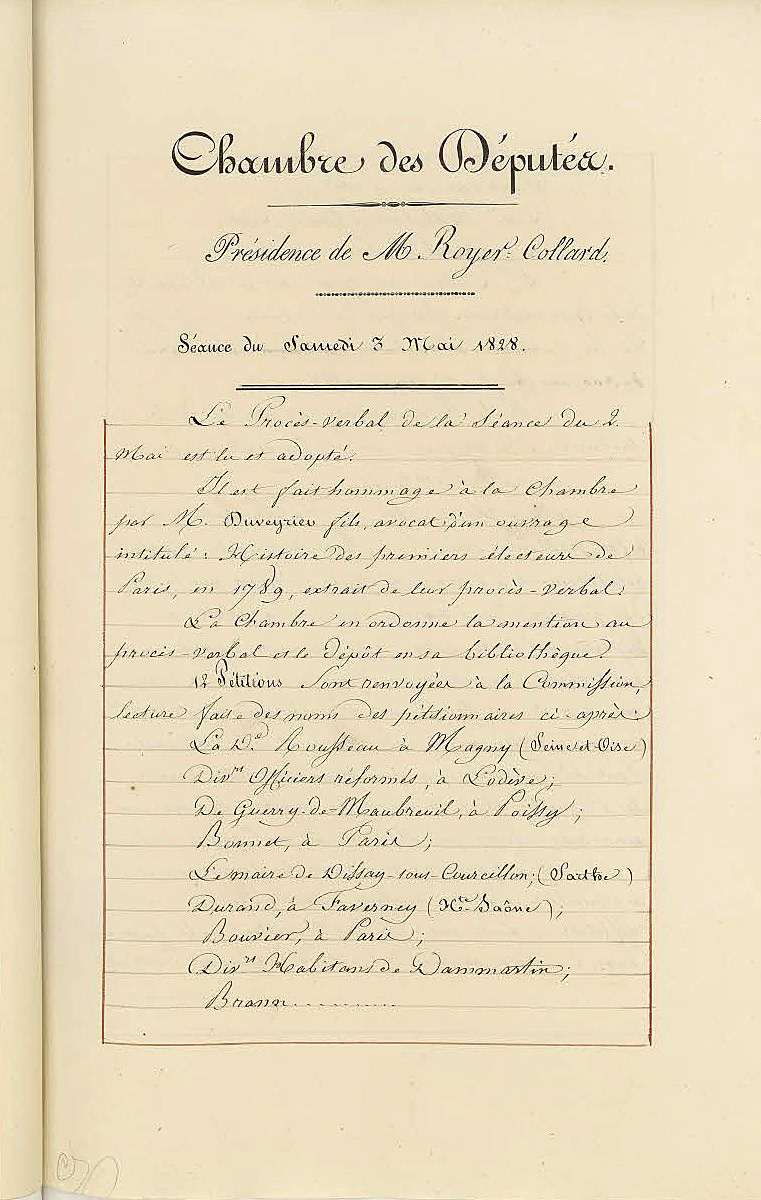
Procès–verbaux de la Chambre des députés. Session du 3 mai 1828. Discussion à la suite de la pétition de Germain contre les abus qui existent dans l’administration de la Poste concernant le secret des lettres. Débat sur l’existence d’un cabinet noir et sur le non–respect du secret des correspondances. Archives nationales de France.

L'avènement de Charles X ne modifia pas sensiblement l'organisation de la police, mais après la démission de Villèle en 1828, de nombreuses voix s'élevèrent contre le cabinet noir, en particulier celle de Louis Stanislas de Girardin lors de sessions de la chambre des députés. Le 1er février 1828, Antoine Roy, ministre des finances dans le nouveau gouvernement libéral, annonça par arrêté la fin du cabinet noir. Selon d'autres sources, il ne fit que déclarer que ce cabinet n'existait pas. Selon Maxime du Camp, il s'agissait d'une supercherie destinée à calmer l'opposition, et le cabinet n'aurait fait que déménager en cette occasion. Un avocat à la Cour royale de Paris, Germain, fut l'un des premiers à publier un opuscule accusant Vaulchier de violer le secret des lettres, et il déposa une pétition qui fut débattue à la chambre des députés le 3 mai 1828. Sommé de révéler si le cabinet noir avait existé, le député Vaulchier déclara qu'il n'avait pas à en répondre devant la Chambre, mais qu'il consentait à être traduit devant une autorité compétente. La pétition de mise en accusation fut rejetée lors du vote, mais Vaulchier dut finir par démissionner de la direction des postes l'année suivante.
Des cabinets noirs ont été dénoncés dans de nombreux pays européens à cette époque. Le Figaro du 2 septembre 1828 rapporta que « la police de la poste » portugaise fonctionnait « d'une manière toute particulière »: lorsqu'une lettre décachetée s'avérait compromettante pour son destinataire, la police attendait que ce dernier vint la réclamer pour l'arrêter. En 1829, le Courrier de Smyrne d'Alexandre Blacque accusa Ioánnis Kapodístrias, gouverneur de l'État grec indépendant, d'avoir instauré un « tribunal secret d'inquisition », ce dont il se défendit énergiquement. En 1830, Charles II de Brunswick organisa un cabinet noir dans son duché, peu de temps avant sa destitution. Selon Le Figaro du 28 septembre 1830, « toutes les lettres venant de France » étaient « ouvertes par le cabinet noir du comte d'Espagne ».

### De la monarchie de Juillet à la Seconde République
Dans l'article consacré au « cabinet noir » de son Dictionnaire populaire illustré, Décembre-Allonier attribue au gouvernement de Louis-Philippe le mérite d'avoir supprimé « cette institution ». Cependant, Jacques Crétineau-Joly a reproduit une lettre du ministre Horace Sébastiani dans laquelle « il constate lui-même la violation [du secret de la correspondance], sans en témoigner un étonnement quelconque, comme habitué depuis longtemps à ces manières de faire par lui, pour lui ou contre lui ».
Installé en France depuis 1831, Louis de Potter a continué à publier en Belgique, et correspondu, entre autres, avec Adolphe Bartels. En 1839, ce dernier fut traduit devant la Cour d'assises du Brabant pour incitation à la révolte dans l'armée. À la même période, Potter fut accusé d'intelligence avec des anti-monarchistes français, et la police perquisitionna son domicile pour y saisir des documents, dont des lettres écrites par Bartels. Potter soupçonna le gouvernement belge d'être à l'origine de cette accusation calomnieuse. Il écrivit alors une lettre ouverte à un avocat-général bruxellois, Jules d'Anethan, qui semblait avoir pris une part active dans la transmission aux autorités belges d'une copie des lettres de Bartels saisies par la police française. Il adressa cette lettre ouverte à Bartels pour qu'il la publie dans le journal Le Belge, mais le courrier ne parvint pas à destination. Potter accusa alors le gouvernement belge d'avoir recours à un cabinet noir violant le secret des correspondances.
Lors de la révolution de 1848, Étienne Arago prit la direction générale des postes, et il contribua largement à la réforme postale de la deuxième République. Il écrivit à propos de sa prise de fonction: « mes regards découvrirent un reste immonde du Cabinet-Noir de la monarchie, fonctionnant encore, à l'insu des ministres de la République, dans les bas-fonds de deux ministères, ténébreuse succursale qui fut supprimée... tout le temps du moins de mon administration ». Il n'assura la direction des postes qu'une dizaine de mois, mais il fut violemment critiqué par la presse monarchiste. Dans un brochure qu'il publia pour se défendre, il a raconté en détail comment il avait découvert que le cabinet noir fonctionnait encore après la Révolution. Un ambassadeur était en effet venu se plaindre auprès de lui à propos d'une enveloppe qu'il avait reçue à son adresse, mais qui contenait une lettre destinée à une autre ambassade, manifestement à la suite d'une erreur de ré-expédition après décachetage. Après enquête, il s'avéra que le courrier diplomatique continuait à être intercepté par une officine dépendant du ministère de l'intérieur, qui transmettait les informations jugées intéressantes au ministère des affaires étrangères.
La « ténébreuse succursale » semble cependant avoir résisté à l'intervention d'Étienne Arago, d'après ce que nous apprend un rapport de V. H. Duvergier, ex-secrétaire général de la préfecture de police et chargé de mission gouvernementale sous le second Empire: un certain Saintomer ce serait maintenu à la direction du cabinet noir du ministère de l'intérieur depuis 1830 jusqu'au moins en 1857, date à laquelle fut rédigé ce rapport. Saintomer aurait reconnu avoir intercepté entre autres « la correspondance du Roi avec M. Guizot, soit accidentellement, soit à dessein ».

### Le second Empire
De nombreux document attestent l'intense activité du cabinet noir sous le second Empire. Ils ont été publiés en 1871 par une commission officiellement nommée par le Gouvernement de la Défense nationale. En particulier, une lettre de Victor de Persigny adressée à Napoléon III fait explicitement référence au cabinet noir. Certains de ces documents ont été annotés par l'Empereur, qui semblait vouloir exercer une surveillance poussée sur son entourage et sur son administration, dont les agents rivaux se dénonçaient réciproquement. Selon le rapport de Duvergier cité plus haut, le cabinet noir, dirigé d'abord par Saintomer, a ensuite été confié à Simonel, jusqu'à la défaite de 1870. L'activité de ce dernier a été décrite en détail par Émile Lambry.
Indépendamment de ces experts du décachetage des lettres, les dépêches télégraphiques étaient également surveillées, et certaines ne parvenaient pas à leur destinataire. La loi du 29 novembre 1850 avait ouvert le télégraphe électrique de l'État aux communications privées en garantissant l'inviolabilité de leur secret, mais l'identité des personnes était rigoureusement contrôlée, et le Gouvernement se réservait « le droit d'arrêter la transmission des dépêches contraires à l'ordre public et aux bonnes mœurs ».
Dès que Napoléon III prit possession du palais des Tuileries, il y installa une « chambre noire » encore plus occulte que le cabinet noir du ministère de l'intérieur. Il n'y était pas question de lettres à décacheter, mais d'opérations secrètes à préparer pour protéger la vie de l'Empereur, comme l'élimination de Kelch, un ex-officier qui projetait un attentat, ou l'arrestation des conjurés du complot de l'Opéra-comique (Vallès, Ranc, etc.).
Alexis Belloc raconte qu'en 1855, pendant le Siège de Sébastopol, le roi de Prusse Guillaume Ier recevait des dépêches secrètes de son attaché militaire à Sébastopol, qui l'informait de l'évolution du conflit. Le roi ne communiquait pas ces dépêches à son propre chef de cabinet, Manteuffel, qui dut les faire intercepter pour en prendre connaissance. Mais la personne chargée de cette opération se laissa corrompre par des espions français, et Napoléon III obtint ainsi des renseignements précieux sur des points faibles des défenses de l'armée russe. Ces informations semblent avoir joué un rôle important dans l'issue victorieuse des batailles de la Tchernaïa et de Malakoff.
En 1867, le directeur des postes Édouard Vandal émit une circulaire ordonnant la saisie de toute correspondance soupçonnée de contenir un manifeste rédigé par le « comte de Chambord ». Cette mesure fut vivement critiquée lors d'une séance du Corps législatif, en particulier par Eugène Pelletan et Ernest Picard, tandis que le ministre Eugène Rouher niait l'existence d'un quelconque cabinet noir.

### La fin du cabinet noir sous la Troisième République?

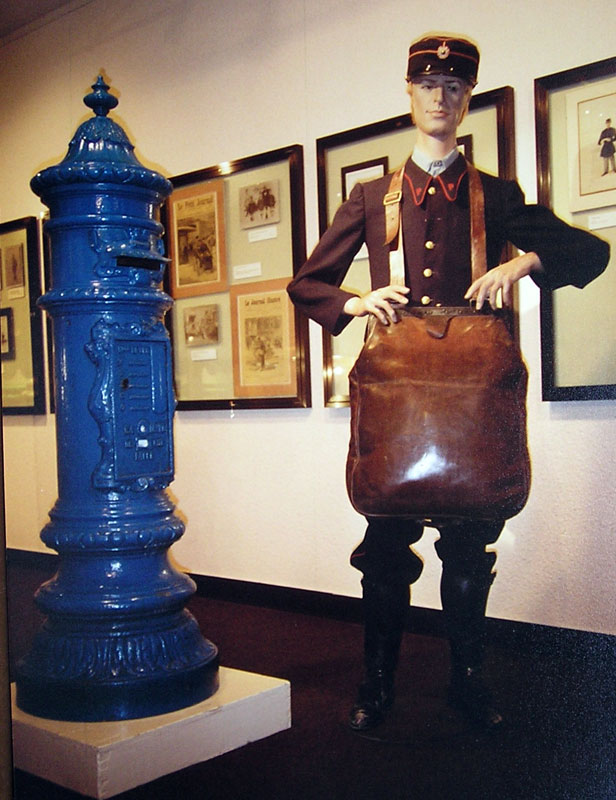
Boîte aux lettres et postier parisien au début du XXe siècle (Musée de la Poste). Sous la, la multiplication des boîtes aux lettres et l'énorme volume de courrier à distribuer ont rendu obsolète le maintien d'un cabinet noir centralisé à la poste. Mais la police continue à violer le secret des correspondances en toute légalité…

La réforme postale, initiée en 1840 en Grande-Bretagne par Rowland Hill mais achevée en France seulement en 1848, a instauré le port-payé d'avance par voie de timbre-poste à très bas prix. Elle a, en moins de 20 ans, entraîné une importante multiplication des boîtes aux lettres, et donc de l'anonymat des expéditeurs, tout en provoquant un accroissement considérable du volume des correspondances (passé, selon Arthur Maury, de 185 millions de plis transportés en 1853, à 365 millions en 1869). Ces deux conséquences de la réforme postale, anonymat de l’expéditeur et augmentation du nombre de lettres à traiter, devaient contribuer à terme à la disparition, différée mais inexorable, du cabinet noir de la poste aux lettres, et donc assurer enfin la liberté de correspondre. Cela sembla être le cas en France à partir de 1870, lorsque Germain Rampont, nouveau directeur de la poste, mit fin à l'activité de Simonel.
En principe, seul désormais l'état de guerre allait légitimer l'ouverture systématique du courrier destiné à l'étranger par la censure postale, mais alors de façon officielle et non occulte, sanctionnée par l'apposition de cachets et bandes de fermeture bien apparents. (voir : histoire postale). En temps de paix, s'il n'y avait plus d'officine spécialement dédiée à l'espionnage épistolaire sous la Troisième République, l'article 10 du code d'instruction criminelle permettait à la police de saisir les lettres suspectes, et de les copier avant de les remettre dans le circuit de distribution. En 1913, le préfet de police Célestin Hennion créa une direction des renseignements généraux et des jeux, dont l'une des activités principales était la surveillance postale, perpétuant ainsi la pratique institutionnalisée du viol du secret des correspondances.
Avant la première Guerre mondiale, La France était avec L'Autriche-Hongrie et la Russie parmi les rares nations à avoir organisé des bureaux centraux spécialisés dans le déchiffrement des correspondances codées. Le gouvernement français disposait de cinq de ces bureaux, répartis chacun dans un ministère différent (Guerre, Marine, Affaires étrangères, Intérieur, et Postes et Télégraphes). le bureau de déchiffrement du ministère des affaires étrangères était le plus important et, au début de la dernière décennie du XIXe siècle, il était déjà en mesure de décoder bon nombre des dépêches diplomatiques anglaises, allemandes et turques transmises par télégraphie. Il fonctionna jusqu'à la fin de la IIIe République en 1940. En Russie, les bureaux de décryptage du tsar Nicolas II étaient également très performants, mais la Révolution entraîna leur démantèlement. De nombreux spécialistes de ces bureaux émigrèrent en Angleterre, qui put ainsi organiser un excellent réseau de surveillance du régime soviétique dans l'immédiat après-guerre de 14-18.
Le régime juridique actuel du secret des lettres est soumis au principe du secret de la correspondance.

## Renouveau contemporain de l'expression «cabinet noir»

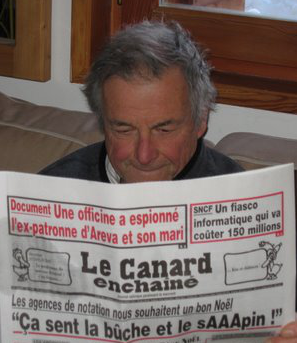
Une officine a espionné l'ex-patronne d'Areva et son mari. Le Canard enchaîné a révélé bon nombre de pratiques contestables utilisées par les cabinets noirs contemporains. Ce numéro daté du 21 décembre 2011 traitait d'une plainte contre X pour écoutes illégales, déposée par Anne Lauvergeon et son mari Olivier Fric en marge de l'affaire UraMin. Selon l'avocat du couple, « des agences d'intelligence privées suisses » auraient écouté les conversations téléphoniques d'Olivier Fric pendant plusieurs mois en 2011.

En raison du développement de nouveaux moyens de communication, la correspondance épistolaire a progressivement perdu une bonne part de son importance stratégique et politique. Cependant, on trouve encore des exemples de viol du secret des lettres au cours de la seconde moitié du XXème Siècle. Par exemple, pendant les auditions de la Commission Church, le 24 septembre 1975, le sénateur Frank Church a révélé l'existence d'un programme d'espionnage du courrier que la CIA a maintenu de 1953 à 1973. De nombreuses personnalités politiques telles que Richard Nixon, Edward Kennedy et Martin Luther King étaient ainsi surveillées . En cette période de Guerre froide, cet espionnage visait particulièrement le courrier en provenance du bloc de l'Est, qui n'était d'ailleurs pas en reste en la matière. Jaurès Medvedev s'est plaint de la façon dont sa correspondance internationale était ainsi censurée. Selon lui, une lettre ordinaire en provenance d'Angleterre, qui serait parvenue à Moscou en trois ou quatre jours avant la Révolution, mettait entre neuf et vingt-et-un jours pour arriver à destination à la fin des années 1960. À la même période, les deux états allemands se livraient également à un espionnage postal réciproque.
L'expression « cabinet noir » reste fréquemment employée dans les milieux politiques et journalistiques, mais généralement dans le sens d'une officine secrète utilisant des méthodes plus ou moins illicites ou immorales destinées à protéger des politiciens, et souvent à nuire à leurs rivaux ou opposants. Par exemple, Hichem Aboud a accusé des généraux algériens d'avoir organisé une telle structure pendant la guerre civile algérienne. Le général Mohamed Lamari a réfuté cette accusation qui, selon lui, aurait été portée en premier par le Front islamique du salut. Autre exemple, Janis Otsiemi rapporte que le président gabonais Ali Bongo aurait mis en place un « cabinet noir » lors de son élection en 2009, « selon certains ragots de palais ». En France, le régime présidentiel de la Ve République a été propice à de nombreuses rumeurs ou accusations du même genre,.

### Jacques Foccart
En 1960, Jacques Foccart fonde et prend la direction du secrétariat des affaires africaines et malgaches, qui ne dépend d'aucun ministère, mais relève directement de l'autorité du président de la République, Charles de Gaulle. Une centaine d'agents travaillent pour ce secrétariat, dont le but est d'instaurer la Françafrique dans le cadre de la décolonisation. À côté de cette structure officielle, les « réseaux Foccart » sont des « circuits courts » occultes qui établissent une liaison directe avec des chefs d'État africains. Foccart est également l'un des principaux instigateurs du Service d'action civique (SAC), étendant ainsi sa sphère d'influence sur le territoire français. Des journaux satiriques d'extrême droite comme Minute ou Le Crapouillot le caricaturent en chef d'un « cabinet noir ». Selon Le Canard enchaîné, après la démission du président de Gaulle en 1969, des collaborateurs du président par intérim, Alain Poher, auraient découvert dans l'ancien bureau de Foccart une table d'écoute permettant d'enregistrer des conversations tenues dans tout le palais de l'Elysée. Foccart porte plainte pour diffamation, mais il est débouté à la suite d'un imbroglio juridique. Il continuera à œuvrer auprès de nombreux chefs d'État, aussi bien en Afrique qu'en France, jusqu'en 1995, où il conseille Jacques Chirac lors de son élection.

### Le «cabinet occulte» de Georges Pompidou
Vers la fin de l'année 1968, l'Affaire Marković éclate et Claude Pompidou est victime de rumeurs calomnieuses, visant peut-être à compromettre la carrière politique de son mari. Une fois élu président de la République, Georges Pompidou s'entoure d'une « garde rapprochée » de conseillers: Michel Jobert, Pierre Juillet et Marie-France Garaud. Ces deux derniers, chargés de protéger la réputation du président, sont soupçonnés de former un cabinet noir. Ils auraient entre autres demandé en 1973 au ministre de l'intérieur, Raymond Marcellin, de faire poser des micros dans les bureaux du Canard enchaîné (voir l'affaire des plombiers).

### L'affaire Boulin et l'assassinat de Jean de Broglie
Le président Giscard d'Estaing semble vouloir rompre avec les méthodes du « cabinet occulte » en s'entourant à l'Élysée d'une équipe « qui se targue de discrétion et d'apolitisme ». Cependant, plusieurs « affaires » vont ternir l'image de ce septennat, en particulier l'attitude ambiguë du ministre de l'intérieur, Michel Poniatowski, lors de l'assassinat de Jean de Broglie en 1976. Vient ensuite l'affaire Boulin, dans laquelle le SAC de Jacques Foccart semble avoir joué un rôle pour le moins trouble en 1979.

### Les écoutes téléphoniques de l'Élysée
À la suite de l'attentat de la rue des Rosiers en 1982, le président François Mitterrand crée une « cellule anti-terroriste » placée sous la responsabilité du directeur de cabinet de la Présidence, Gilles Ménage, et sous le commandement de Christian Prouteau. Dès l'année suivante et jusqu'en 1986, de nombreuses communications téléphoniques sont espionnées par cette cellule sans qu'elles aient le moindre rapport avec une entreprise terroriste. En février 1983, le président de la FNSEA, François Guillaume, s'étonne de la rapidité avec laquelle le gouvernement est informé du contenu de certaines de ses conversations téléphoniques et il suspecte que sa ligne soit sur écoute. Il s'en plaint auprès de journalistes, et le cabinet du premier ministre Pierre Mauroy publie aussitôt un communiqué de dénégation formelle. C'est en effet ce dernier qui délivre les autorisations d'écoute, sur demande du ministère de l'intérieur ou de la défense. en 1988, le scandale commence à atteindre des membres de la « cellule élyséenne » du commandant Prouteau. Le gendarme Robert Montoya a quitté cette cellule en 1986 pour monter une société privée « de protection et d'investigations industrielles » (SPII), qui installe fréquemment des systèmes d'écoute téléphonique pour le compte de la police judiciaire ou de la gendarmerie, voire pour celui de l'Élysée,. L'affaire n'apparaît dans toute son ampleur qu'à partir de 1993, lorsque la presse commence à donner le nom de certaines personnalités surveillées parfois pour des raisons d'ordre privé, comme Jean-Edern Hallier qui risquait de révéler l'existence de la fille cachée de François Mitterrand. La référence au cabinet noir tel qu'il se pratiquait sous l'Ancien Régime paraît alors pleinement justifiée,.

### Yves Bertrand
Yves Bertrand, à la tête de la Direction centrale des Renseignements généraux (DCRG) de 1992 à 2003 avant de rejoindre l’IGPN, est soupçonné d’avoir constitué un « cabinet noir » au profit de Jacques Chirac, Dominique de Villepin, sous le contrôle du supposé « cerveau » Philippe Massoni, dont Yves Bertrand aurait été l’exécutant.
Le rôle du « cabinet noir » d’Yves Bertrand aurait été double : éteindre les nombreuses affaires judiciaires susceptibles de menacer Jacques Chirac et allumer les contre-feux nécessaires ; monter les « chantiers » pour abattre les opposants, les rivaux et les gêneurs.
Ainsi les carnets secrets d'Yves Bertrand, saisis en 2008 lors d'une perquisition sur l'affaire Clearstream et publiés par Le Point, révèlent qu'il s'est attaqué à Charles Pasqua, Lionel Jospin, Nicolas Sarkozy, Daniel Vaillant et Bruno Gaccio et qu'il a protégé Jean-Pierre Chevènement, Jacques Chirac et Dominique de Villepin. À la suite de ces révélations, Yves Bertrand s'est défendu d'avoir animé un cabinet noir dans un livre d'entretien paru en 2010.

### Bernard Squarcini
Une des premières réformes entreprises par le président Sarkozy concerne le renseignement, dont les services sont regroupés pour former la DCRI en 2008. C'est Bernard Squarcini qui la dirige, tout en restant très proche de l'Élysée. En 2010, Le Canard enchaîné le soupçonne d'être chargé de surveiller la presse à propos de l'affaire Woerth-Bettencourt, et le Parti socialiste demande sa convocation devant une commission de l'Assemblée nationale, malgré les dénégations véhémentes du gouvernement. Les soupçons de cabinet noir à l'Élysée réapparaissent de façon récurrente durant cette fin de quinquennat, et Squarcini doit par exemple démentir à nouveau l'existence d'un tel cabinet lors de l'affaire DSK en 2011.
Même après avoir quitté la DCRI à la suite du changement de majorité politique au printemps 2012, Squarcini continue d'intriguer au profit de Sarkozy, notamment à propos de l'affaire Cahuzac, ce qui lui vaudra d'être mis en examen. En 2016, Jonathan Bouchet-Petersen réitère l'hypothèse d'un cabinet noir du clan sarkosyste qui réunirait, outre Squarcini, Claude Guéant et Michel Gaudin.

### Nouveaux soupçons de cabinet noir sous la présidence de François Hollande
Sous le quinquennat de François Hollande entre 2012 et 2017, des articles de presse et des ouvrages d'investigation font état d'un cabinet noir à l'Élysée,.
Dans un article publié le 31 octobre 2013 par l'hebdomadaire Valeurs actuelles, Bernard Muenkel, directeur du service des télécommunications et de l’informatique de l'Élysée affirme avoir reçu le 8 avril 2013 une demande du colonel Éric Bio-Farina commandant militaire de l'Élysée lui enjoignant d'effectuer une recherche dans les archives de la précédente présidence en violation de protocole d'accès afin de trouver des éléments compromettants contre Bernard Tapie, Christine Lagarde, Claude Guéant, François Pérol, Patrick Ouart et Maurice Lantourne (avocat de Bernard Tapie). Il affirme avoir refusé et avoir été rétrogradé.
Accusé d'avoir créé une cellule chargée de fouiller illégalement dans les archives laissées par Sarkozy, le secrétariat de la présidence de la République doit émettre un communiqué déclarant que les recherches incriminées se sont strictement limitées aux réquisitions des juges d'instruction et du Conseil constitutionnel.
En 2014, l'affaire Jouyet-Fillon ravive le soupçon de « cabinet noir ».
La mise en place, au lendemain de l'affaire Cahuzac, d'un cabinet noir permettant de suivre les affaires de Nicolas Sarkozy est racontée par les journalistes Aziz Zemouri et Stéphanie Marteau dans Élysée off paru en avril 2016. Selon eux, les informations récoltées par « des hommes de confiance à des postes stratégiques » sont remontées via le secrétaire général de l'Élysée (Pierre-René Lemas, puis Jean-Pierre Jouyet) pour être « distillées au président de la République ».
En octobre 2016, la question d'un cabinet noir à l'Élysée est abordée dans l'ouvrage Un président ne devrait pas dire ça....
Le 23 mars 2017 sur France 2, invité de L'Émission politique présentée par David Pujadas, François Fillon affirme en direct que les affaires qui lui valent une mise en examen sont pilotées par le président de la République. Selon lui, il existe un cabinet noir de l’Élysée qui fait fuiter les auditions dans les journaux et fait remonter toutes les écoutes au chef de l’État. Pour étayer ses dires, il s'appuie sur le livre Bienvenue place Beauvau publié le même jour par des journalistes du Canard enchaîné. L'Élysée dément le soir même l'existence d'un cabinet noir et les journalistes démentent avoir évoqué la présence d'un cabinet noir à l'Elysée, indiquant qu'« il n'est pas possible d'en apporter la preuve formelle comme il n'est pas possible de prouver le contraire »,. Cependant, ils portent des accusations très graves contre François Hollande et dénoncent la présence auprès du président de la République d'une « structure clandestine, aux ramifications complexes », que six élus Les Républicains (Bruno Retailleau,  Christian Jacob, présidents respectivement des sénateurs et députés LR, Valérie Pécresse, présidente de la région Ile-de-France, Luc Chatel, Nathalie Kosciusko-Morizet et Philippe Bas) qualifient d'« association de malfaiteurs ». Ils saisissent le procureur de Paris et le procureur national financier et leur demandent de donner « les suites » qu'ils jugent « utiles » aux 17 passages du livre dans lesquels, selon eux, les faits révélés sont des faits de « corruption », de « trafic d'influence », d'« atteinte à la vie privée » et d'« abus d'autorité » commis au sommet de l'État.